# Motorola 56000

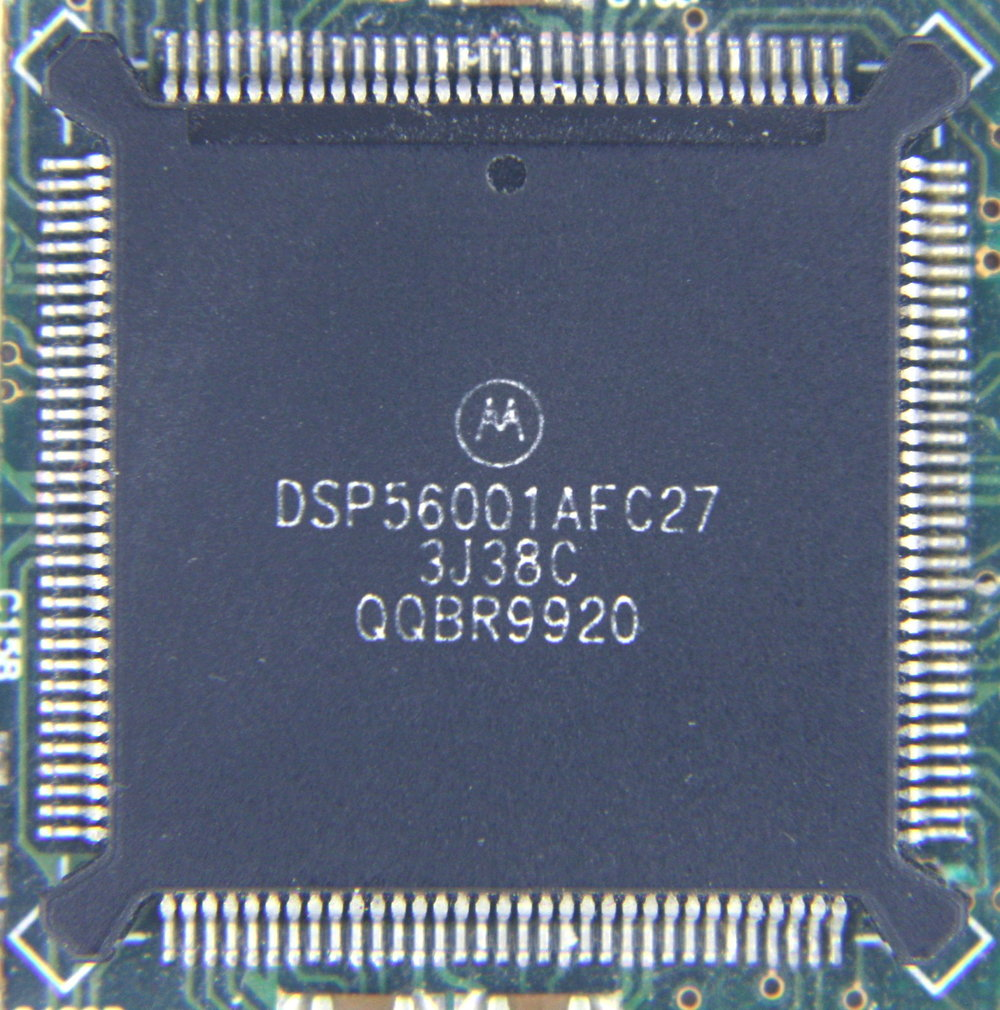
Foto de circuito integrado

Los Motorola 56000 (m56k) son una familia de chips DSP, producidos por Motorola Semiconductors (ahora conocida como Freescale), presentada en los años 80 y todavía en producción con modelos más avanzados en la actualidad. La serie 56k fue bastante popular durante un tiempo en algunos ordenadores, incluyendo los NeXT, Atari Falcon y las estaciones de trabajo SGI Indigo. Versiones actualizadas de la familia 56k aún se usan en equipamiento de sonido, radares, dispositivos de comunicaciones (como teléfonos móviles) y otros sistemas integrados. El 56000 fue también utilizado como base para el Motorola 96000, el cual no tuvo tanto éxito.

## Descripción técnica
El DSP56000 usa aritmética de coma fija, con palabras de datos y programa de 24 bits, incluyendo dos registros de 24 bits, los cuales pueden ser tratados como un único registro de 48 bits. También incluye dos acumuladores de 56 bits, cada uno con una extensión de 8 bits (conocida como "headroom"); por lo demás, los acumuladores son similares a los otros registros de 24/48 bits. Siendo un procesador con arquitectura Harvard, el 56k tiene dos grupos de espacio de memoria y bus separados (y bancos de memoria integrada en algunos de los modelos): un grupo para los programas y otro para los datos.
Se eligieron 24 bits como la longitud básica de palabra debido a que permitía un rango y precisión razonables para el procesamiento de audio (sonido), siendo este el cometido principal del 56000. 24 bits corresponden a un rango dinámico de 144 dB, suficiente en los años 80 cuando los conversores analógico/digital (ADC) y digital/analógico (DAC) raramente superaban los 20 bits. Un ejemplo son las aplicaciones de la ADSL, cuyos filtros normalmente requieren 20 bits de precisión. Los cuatro bits de más valor permiten un margen suficiente para los cálculos.

## Aplicaciones; Variantes
En la mayoría de diseños, el 56000 está dedicado a una tarea única, debido a que el procesamiento digital de señales usando hardware especial es, mayormente, en tiempo real y no permite interrupciones. Para tareas algo menos exigentes, las cuales no son de tiempo real, o para las de tipo "si...entonces" más simples, los diseñadores normalmente usan una CPU o MCU separada.
La adición de instrucciones SIMD a la mayoría de procesadores de ordenadores de escritorio ha significado que los chips DSP dedicados, como el 56000, han desaparecido parcialmente de algunos campos de aplicación, pero continúan siendo ampliamente usados en comunicaciones y otros usos profesionales. Para este fin, la serie 56800' añadió una MCU completa, lo que creó una solución "controlador DSP" en un chip, mientras lo contrario sucedía en el 68456 -un 68000 con un 56000 integrado.
Un modelo reciente bastante frecuente de los 56000 es la familia de tercera generación 563xx, la cual incluye distintos modelos con hardware integrado para aplicaciones especiales, como interfaz lógica PCI, procesadores CRC o compresores/descompresores de audio.